# Charlotte Rougemont
Charlotte Rougemont (* 22. Januar 1901 in Hamburg; † 11. Februar 1987 ebenda) war eine deutsche Märchenerzählerin.

## Leben und Wirken
Charlotte Rougemont hatte einen jüngeren Bruder, mit dem sie eine unbeschwerte Kindheit auf der Uhlenhorst erlebte. Sie arbeitete als MTA am Allgemeinen Krankenhaus Eppendorf, interessierte sich allerdings eher für Märchen. Ende der 1920er Jahre besuchte sie gemeinsam mit einem Studenten eine Vorlesung von Vilma Mönckeberg-Kollmar, während der sie erkannte, dass Märchen ihre Wirkung erst durch eine wortgetreue Nacherzählung der schriftlichen Version entwickelten. Rougemont lernte daraufhin berufsbegleitend über Jahre Märchen auswendig. Sie erzählte zunächst für Patienten des Bethesda-Krankenhauses in Hamburg-Bergedorf und ihren Bruder, dem sie sehr nahestand und der als strenger Kritiker galt. Später sprach sie vor wachsender Zuhörerschaft im Krankenhaus, auf Märchennachmittagen in Altenheimen, Mütterabenden, Kinderkreisen und Vereinsveranstaltungen.

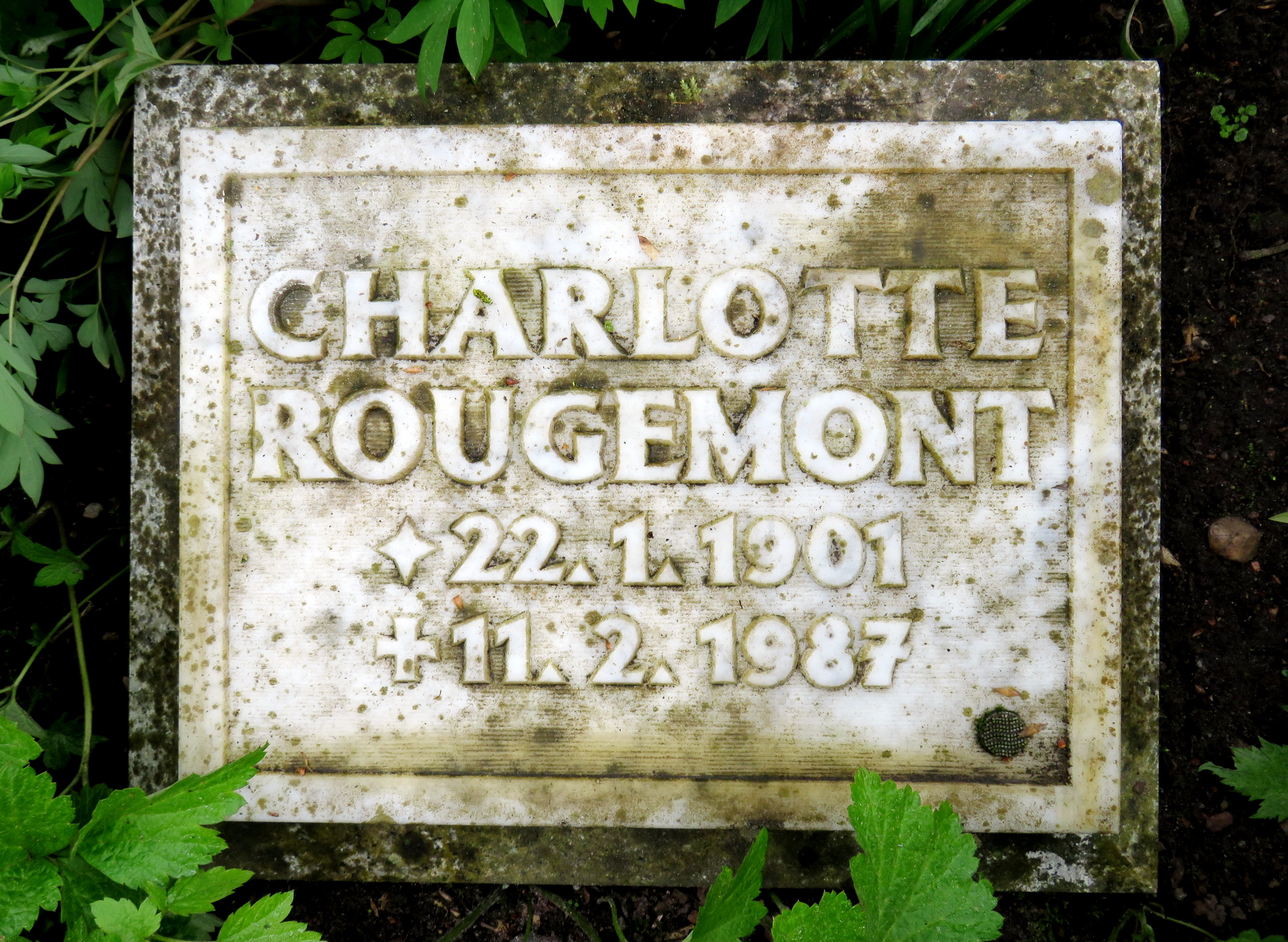
Grabstein im Garten der Frauen auf dem Friedhof Ohlsdorf

Während des Zweiten Weltkriegs starb Rougemonts Bruder 1941 als Soldat in Russland. Das Krankenhaus Bethesda und ihr Elternhaus wurden im Juli 1943 durch Bombentreffer vernichtet, woraufhin sie mit ihren Eltern nach Flensburg zog. Rougemont widmete sich danach ausschließlich der Verbreitung von Geschichten. Sie ging auf Wanderschaft und unternahm eine erste Rundreise nach Nordschleswig, wo sie in Schulen, Heimen für Kinder aus Gebieten, die von Bombentreffern bedroht waren, Frauenvereinen und einem großen Lazarett sprach. Sie gehörte zwei Jahre der kulturellen Lazarettbetreuungsstelle aus Flensburg an, für die sie täglich Militärkrankenhäuser besuchte. Auch das Hamburger Jugendamt forderte sie wiederholt an. Rougemont, die in den 1970er Jahren ungefähr 150 Märchen auswendig kannte, galt als ausgesprochen einfühlsam für die Bedürfnisse ihres Publikums und bei der Auswahl der Geschichten. Sie stimmte ihre Zuhörer behutsam auf die Märchen ein und erzählte bei ihren Veranstaltungen in Hamburger Heimen und Schulen, in norddeutschen Städten, Dörfern und Inseln besonders gerne Geschichten der Gebrüder Grimm. Ein besonderes Anliegen war ihr „Das Erdkühlein“ von Martin Montanus, das sie oftmals erzählte.
Charlotte Rougemont verbrachte die letzten Lebensjahre im Altenheim Rabenhorst in Hamburg. Ihr Grabstein steht im Garten der Frauen auf dem Ohlsdorfer Friedhof in Hamburg.